# Diocese de Balasore
A Diocese de Balasore (Latim:Dioecesis Balasorensis) é uma diocese localizada no município de Balasore, no estado de Orissa, pertencente a Arquidiocese de Cuttack-Bhubaneswar na Índia. Foi fundada em 8 de junho de 1968 pelo Papa Paulo VI como Prefeitura Apostólica de Balasore, sendo elevada a diocese em 1989. Com uma população católica de 25.921 habitantes, sendo 0,3% da população total, possui 25 paróquias com dados de 2020.

## História
Em 8 de junho de 1968 o Papa Paulo VI cria a Prefeitura Apostólica de Balasore através do território da Arquidiocese de Calcutá. Em 1989 a prefeitura apostólica é elevada a Diocese de Balasore.

## Lista de bispos
A seguir uma lista de bispos desde a criação da prefeitura apostólica em 1968, em 1989 é elevada a diocese.
|                                      | Nome                       | Período   | Notas         |
| Bispos                               | Bispos                     | Bispos    | Bispos        |
| ------------------------------------ | -------------------------- | --------- | ------------- |
| 3º                                   | Varghese Thottamkara, C.M. | 2023-     | Atual         |
| 2º                                   | Simon Kaipuram, C.M.       | 2013-2019 |               |
| 1º                                   | Thomas Thiruthalil, C.M.   | 1989-2013 | Bispo emérito |
| Administrador apostólico de Balasore |                            |           |               |
| 1º                                   | Jacob Vadakevetil, C.M.    | 1968-1989 |               |